# Alexander Lwowitsch Naryschkin (Oberkammerherr)

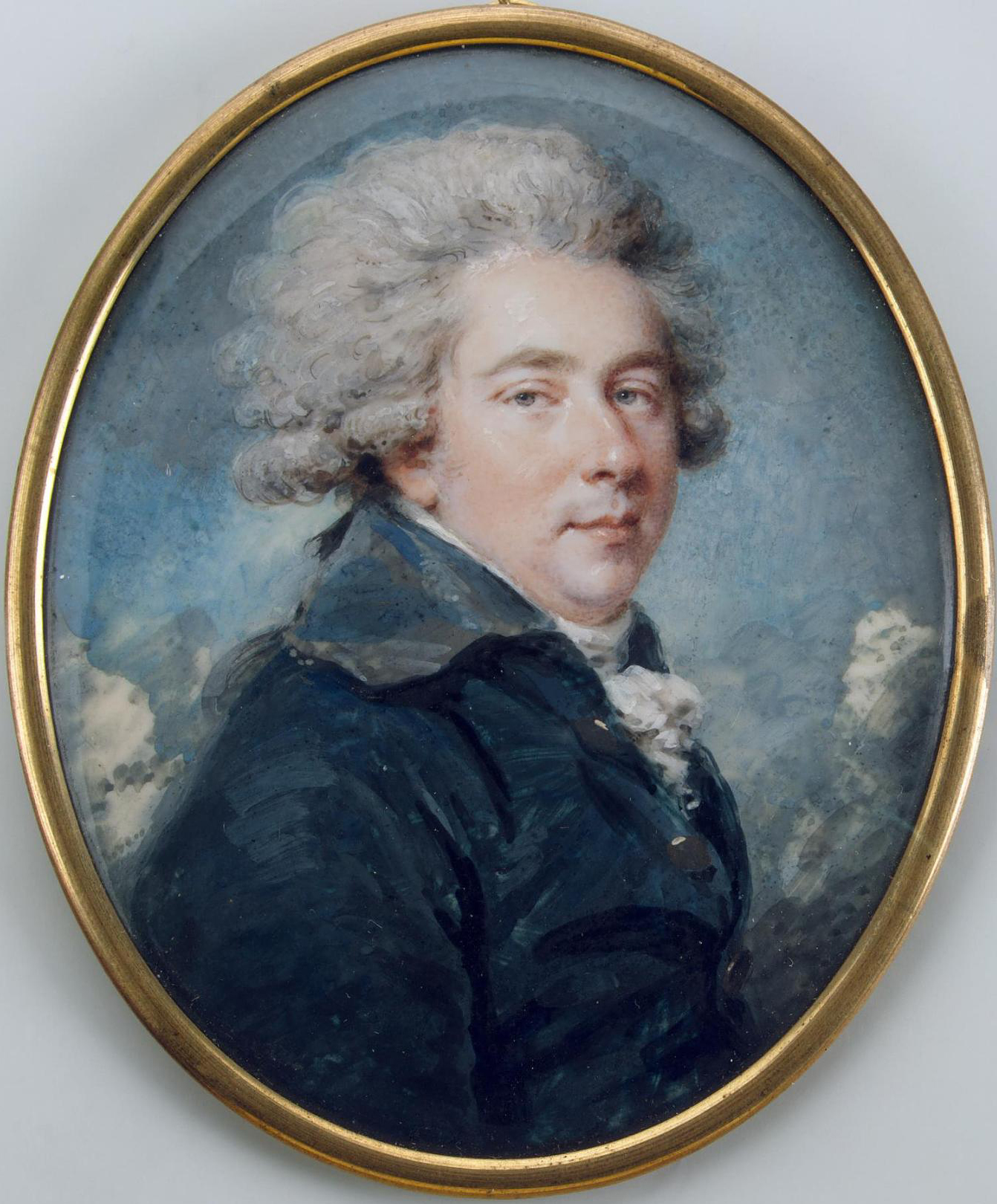
Fürst Alexander Naryschkin, Porträt von Augustin-Christian Ritt, um 1790

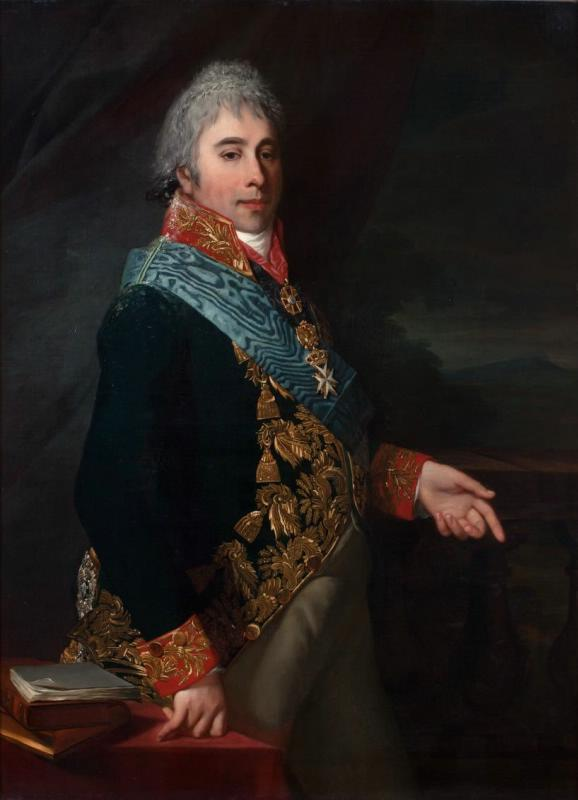
Fürst Alexander Naryschkin, zu Beginn des 19. Jahrhunderts porträtiert von Jean-Laurent Mosnier

Alexander Lwowitsch Naryschkin (russisch Александр Львович Нарышкин Aleksandr L’vovič Naryškin; * 14. April 1760; † 21. Januar 1826 in Paris) war ein russischer Oberkammerherr.

## Leben
Alexander, Sohn des Oberstallmeisters Lew Alexandrowitsch Naryschkin (1733–1799) und dessen Ehefrau Gräfin Marina Ossipowna Naryschkina geb. Apraksina (1741–1800), wurde von Hauslehrern erzogen und reiste darauf ausgiebig auf einer Grand Tour durch das Ausland. Nach der Rückkehr in die Heimat diente sich der junge Mann im Ismailowoer Leibgarderegiment in Sankt Petersburg zum Stabskapitän hoch. 1778 Kammerjunker geworden, konzentrierte sich Alexander Naryschkin auf seine Karriere bei Hofe; begleitete Katharina II. ins belarussische Mogiljow und wurde 1785 Kammerherr.
Paul I. machte seinen Freund Alexander Naryschkin 1798 zum Oberhofmarschall und 1799 zum Direktor der Kaiserlichen Theater des Russischen Reiches. 1812 wurde er Mitglied des Sonderausschusses zur Leitung aller Petersburger und Moskauer Theater. 1815 begleitete er Elisabeth Alexejewna, Ehefrau Alexanders I., auf den Wiener Kongress. Nach seiner Rückkehr begab er sich wiederum für Jahre ins Ausland. 1819 trat er vom Posten des Direktors der Kaiserlichen Theater zurück und wurde Ehrenmitglied der Russischen Kunstakademie Petersburg sowie Chef der Adelsmarschälle des Petersburger Gouvernements. 
1820 begab er sich zusammen mit Ludwig Richter nach Südfrankreich sowie Paris, wo er bis zu seinem Ende blieb und 1826 an Wassersucht starb. Die letzte Ruhe fand Alexander Naryschkin neben seiner Frau auf dem Friedhof der Heiliggeistkirche im Sankt Petersburger Alexander-Newski-Kloster.

## Anekdote
Obwohl Alexander Naryschkin begütert war, sollen Geldknappheit und Schulden in seinem Fall normal gewesen sein. So wird erzählt, seine ihm 1818 verliehenen Brillanten zum Orden des Heiligen Andreas des Erstberufenen soll der Bonvivant zum Pfandleiher getragen haben. Alexander I. habe von der Schwäche seines Gefolgsmannes gewusst und ihm einmal ein Buch, dessen Seiten aus lauter Banknoten bestanden, geschenkt. Naryschkin soll die großen Scheine bald verbraucht und den Imperator um ein neues Buch gebeten haben. Der Herrscher sei der Bitte lachend nachgekommen – allerdings mit der Randglosse, der Verleger habe die Auflage des Geldscheinbuches nunmehro abgeschlossen.
Der Epikureer Naryschkin scherzte in jeder Lebenslage, auch wenn es überhaupt nichts zu lachen gab; zum Beispiel während des Brandes im Bolschoi-Theater anno 1811. Bei seinem Ableben auf dem Pariser Sterbebett soll der Schuldenbaron – ziemlich lautstark für einen Sterbenden – gerufen haben, zum ersten Mal im Leben zahle er nicht einem Gläubiger, sondern der Natur Schuld zurück. Die ihm zugeschriebenen Bonmots könnten eine ganze Sammlung von Witzen bilden.

## Familie
Alexander Naryschkin war mit Marija Alexejewna, geborene Senjawina (1762–1822), verheiratet. Das Paar bekam vier Kinder.
- Jelena Alexandrowna (1785–1855)
- Lew Alexandrowitsch (1785–1846), Generalleutnant, Teilnehmer am Vaterländischen Krieg, Odessaer Bekannter Puschkins
- Kirill Alexandrowitsch (1786–1838), Oberhofmeister
- Marija Alexandrowna († 1800 als junges Mädchen)

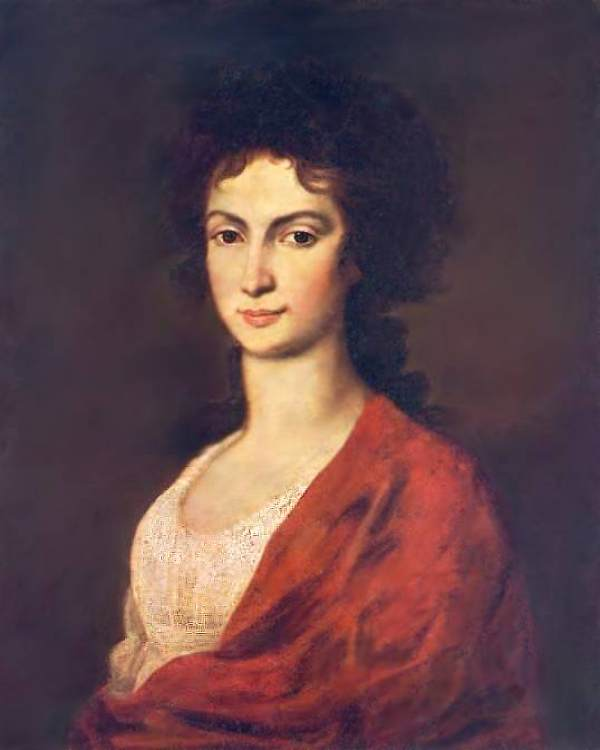
Marija Alexejewna
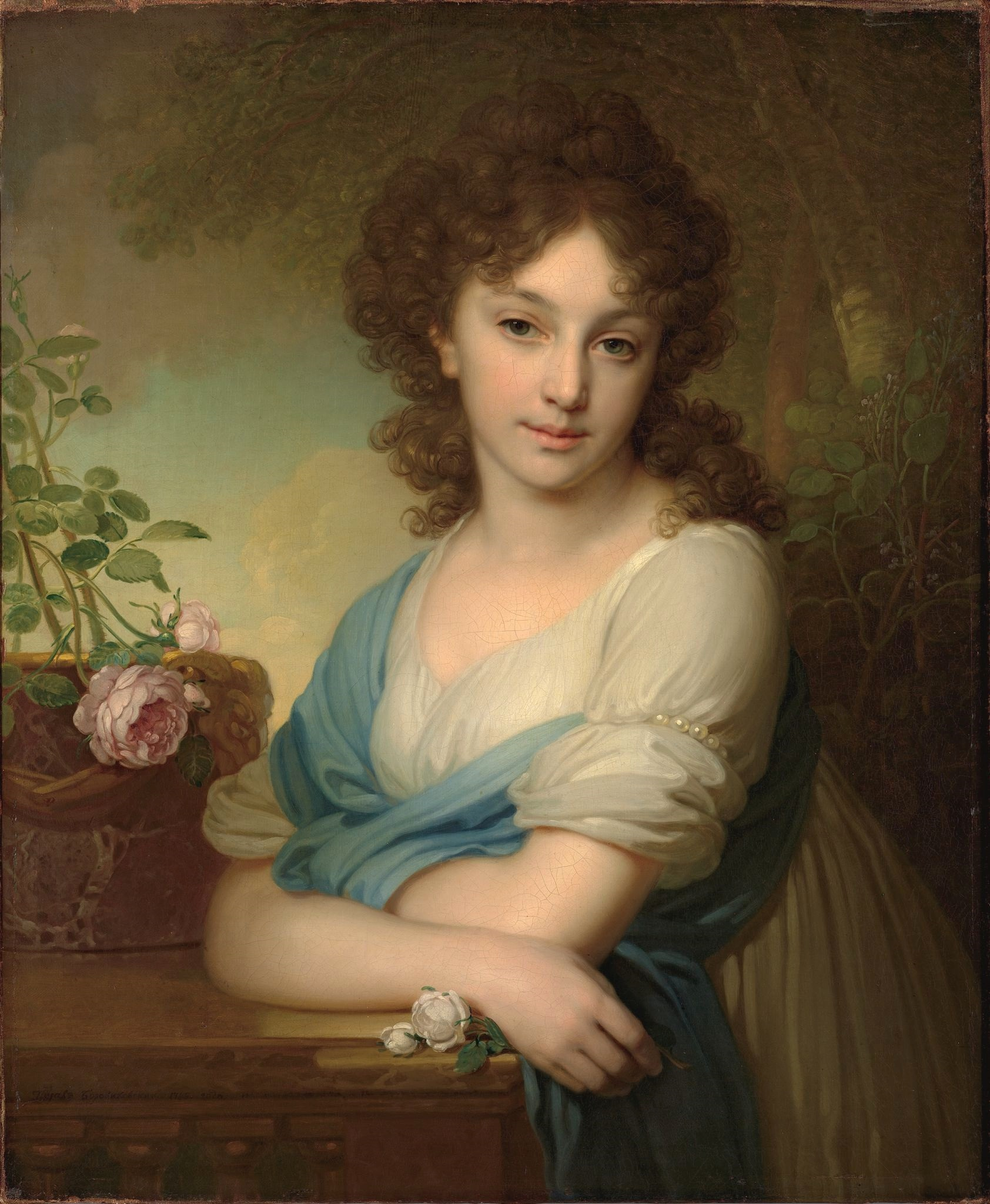
Jelena
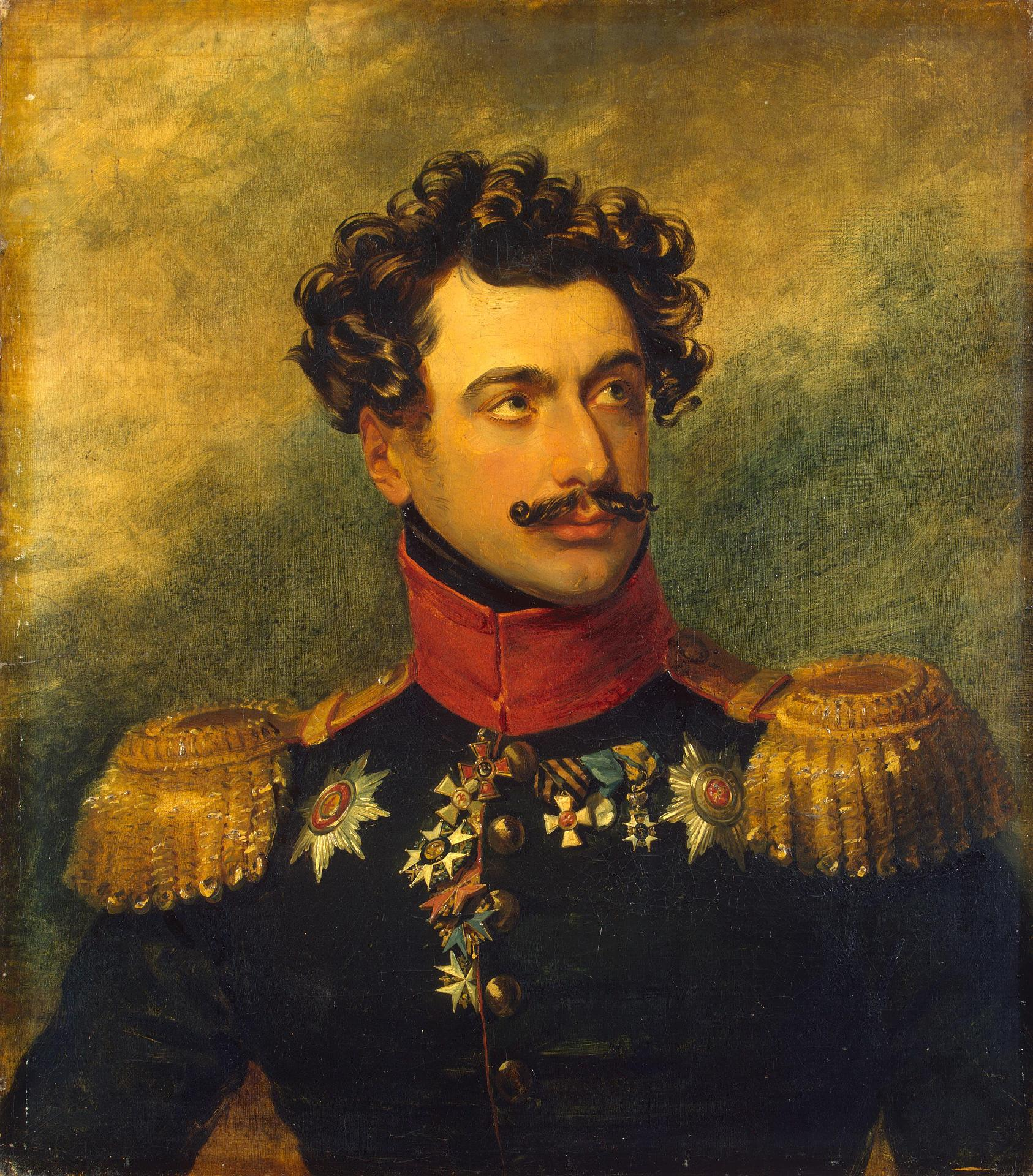
Lew
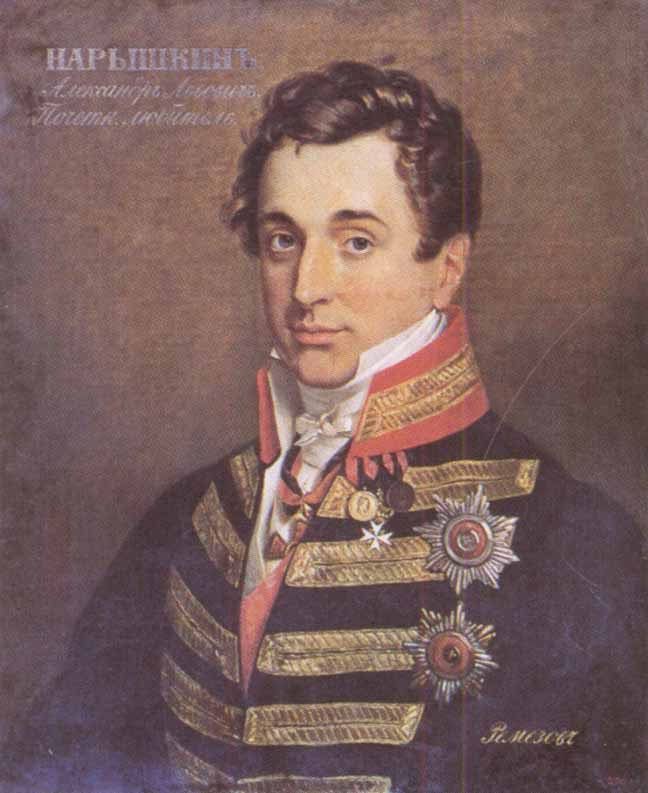
Kirill

## Ehrungen
- 1797 Russischer Orden der Heiligen Anna 1. Klasse
- 1798 Alexander-Newski-Orden
- 1799 Orden des Heiligen Andreas des Erstberufenen
- 1799 Orden des Heiligen Johannes von Jerusalem